# Religiosas de la Santísima Trinidad
La Congregación de Hermanas de la Santísima Trinidad más conocidas como Trinitarias de Valence o también como religiosas trinitarias son un instituto religioso de derecho pontificio, fundado en Valence (Francia) en 1685, por un grupo de terciarias trinitarias de Saint Nizier.

## Apuntes históricos

### Orígenes
Los orígenes de la congregación se remontan a una fundación en Saint-Nizier-de-Fornas, por entonces perteneciente a la diócesis de Lyon (Francia), en 1660, por obra de cuatro jóvenes a quienes el obispo, Camille de Neufville, les dio permiso de abrir una escuela, con la condición de que no pensaran en fundar un instituto religioso. Aun así, con el apoyo del vicario general Morange, recibieron la regla de vida de las Trinitarias descalzas de España, con la autorización de educar a la juventud y de curar a los enfermos.
En 1685, bajo la guía de Juana Adrián, primera superiora de las Trinitarias de Saint Nizier, las hermanas aceptaron atender a los enfermos del hospital de San Juan de Valence. En 1695 la congregación fue afiliada a los trinitarios calzados franceses. En 1727 obtuvieron la carte de reconocimiento de parte de la corona, bajo el gobierno de Luis XV. En 1737 la regla primitiva fue modificada por monseñor de Millon, para acomodarla a sus actividades hospitalarias.

### Períodos de prueba
Durante la Revolución francesa las religiosas visitaban a los prisioneros de guerra y atendían a los enfermos, incluso en medio de tantas supresiones de órdenes y congregaciones religiosas, las religiosas fueron aprobadas por el consulado el 16 de julio de 1810 y se les permitió llevar el hábito religioso.
En 1840 la congregación se difundió por Argelia, cuya primera casa fue fundada en Orán, de ahí pasaron a otras ciudades como Sidi-Bel-Abbès, Tlemcen, Relizane, Mascara, etc. Fueron agregadas a la Orden de la Santísima Trinidad y de los Cautivos en 15 de octubre de 1847, y aprobadas por la Santa Sede el 25 de septiembre de 1891.
Las leyes anticlericales francesas de finales del siglo XIX e inicios del XX, llevaron al cierre de más de setenta escuelas y colegios, pero al mismo tiempo empujó a la apertura de otros conventos en Europa, Inglaterra en 1886, Suiza en 1891, Bélgica en 1895 e Italia en 1903, lo que ayudó a que la congregación se reprendiera del duro golpe causado en Francia. Durante el siglo XX en la congregación se vivió un gran espíritu misionero que llevó a las religiosas a fundar en Madagascar hacia 1927, Gabón en 1963, Estados Unidos en 1964, España en 1968, Colombia en 1985 y Corea del sur a finales de los noventa.

### Fusiones
A la Congregación se han unido otros institutos religiosos trinitarios de orígenes diversos, pero que no pudieron sobrevivir solos luego de las diversas supresiones durante el periodo de la Revolución francesa:
Las hermanas Trinitarias de Lyon, cuyos orígenes resalían a 1711, sobrevivieron a la revolución pero no pudieron continuar como un instituto religioso independiente, por lo que decidieron fusionarse con las Trinitarias de Valence en 1848. Lo mismo sucedió con las hermanas trinitarias de Plancoët, fundadas en 1860, que se unieron en 1871, ese mismo año se fusionaron las Trinitarias de Dinard, y las Trinitarias de Marsella, fundadas en 1843, lo hicieron en 1964.
Las religiosas trinitarias son en la actualidad unas 317 hermanas distribuidas en unas 50 casas, presentes en dieciséis países del mundo: Reino Unido, Francia, España, Bélgica, Suiza, Camerún, Congo, Gabón, Madagascar, Canadá, Colombia, Perú, china, Filipinas y Corea del Sur.

## Carisma y misión
El culto y glorificación de la Trinidad y ciertas obras sociales de liberación son los rasgos carismáticos esenciales de este instituto. Inspiradas en el carisma caritativo-redentor de san Juan de Mata, las Trinitarias de Valence ponen un acento especial en el concepto de relación interpersonal en el misterio trinitario y entre los hombres, expresados en sus actividades de educación a la juventud, la asistencia a los enfermos y ancianos, y las misiones.